# Lövsjön, Gästrikland
Lövsjön är en sjö i Hofors kommun i Gästrikland och ingår i Gavleåns huvudavrinningsområde. Sjön är 4 meter djup, har en yta på 0,558 kvadratkilometer och befinner sig 158,2 meter över havet.

## Delavrinningsområde
Lövsjön ingår i det delavrinningsområde (669696-153431) som SMHI kallar för Utloppet av Lövsjön. Medelhöjden är 162 meter över havet och ytan är 1,81 kvadratkilometer. Det finns inga avrinningsområden uppströms utan avrinningsområdet är högsta punkten. Vattendraget som avvattnar avrinningsområdet har biflödesordning 5, vilket innebär att vattnet flödar genom totalt 5 vattendrag innan det når havet efter 84 kilometer. Avrinningsområdet består mestadels av skog (61 procent). Avrinningsområdet har 0,56 kvadratkilometer vattenytor vilket ger det en sjöprocent på 30,9 procent.